# Nikola Šainović
Nikola Šainović (Bor, 7. prosinca 1948.), bivši predsjednik Vlade Srbije i potpredsjednik Vlade Jugoslavije. Haški sud je u veljači 2009. godine osudio Šainovića na 22 godine zatvora, na osnovi optužnice koja ga je teretila za ratne zločine na Kosovu tijekom 1999.

## Biografija
Šainović je diplomirao kemiju na Sveučilištu u Ljubljani. Političku karijeru je nakon povratka u rodno mjesto počeo u Savezu komunista Jugoslavije, a nakon raspada stranke postao je član Socijalističke partije Srbije. Za zamjenika predsjednika Vlade Srbije imenovan je 1991. U veljači 1993., nakon izvanrednih parlamentarnih izbora, izabran je za predsjednika Vlade Srbije. Na toj dužnosti bio je do 1994. Za potpredsjednika Vlade SR Jugoslavije imenovan je 22. veljače 1994. 28. studenog 1995. je izabran za člana glavnog odbora SPS-a i člana izvršnog odbora stranke. 2. ožujka 1996. je postao potpredsjednik SPS-a, a na tom mjestu je ostao do 24. travnja 1997. Slobodan Milošević je povjerio Šainoviću predsjedavati Komisijom za suradnju s verifikacijskom misijom OEBS-a na Kosovu i Metohiji i bio je jedan od srpskih predstavnika pregovorima u Rambouilletu u veljači 1999. Haški sud je podigao zajedničku optužnicu protiv Miloševića, Šainovića, Milana Milutinovića, Dragoljuba Ojdanića i Vlajka Stojiljkovića, u svibnju 1999. godine, koja ih je teretila da su planirali, poticali, naredili, počinili ili na drugi način pomagali i podržavali hotimičnu i široko rasprostranjenu ili sustavnu kampanju terora i nasilja uperenu protiv albanskog civilnog stanovništva.
Nikola Šainović se predao 2. svibnja 2003., nakon čega je prebačen na Haški sud. Na prvom pojavljivanju dan kasnije se izjasnio da nije kriv ni po jednoj točki optužnice. Na privremenu slobodu do početka suđenja pušten je 15. travnja 2005. 26. veljače 2009. osuđen na zatvorsku kaznu od 22 godine zatvora, računajući vrijeme njegovog pritvora u Haagu .
Nikola Šainović pušten je na slobodu 26.kolovoza 2015., nakon što je odslužio dvije trećine kazne.

## Vanjske poveznice
- Nikola Šainović na stranicama trial-ch.org  Arhivirana inačica izvorne stranice od 6. svibnja 2013. (Wayback Machine)